# Емил и детективи
Емил и детективи је роман за децу из 1929. чија радња је смештена углавном у Берлину, немачког писца Ериха Кестнера, и коју је илустровао Валтер Триер. То је био први већи успех Кастнера, једино његово дело пре 1945. године које је избегло нацистичку цензуру. Књига је одмах постала популарна и оригинална верзија је продата у почетних два милиона примерака. Први пут објављен на енглеском језику 1931, никада није изашао из штампе и преведен је на најмање 59 језика.
Роман остаје Кастнерово најпознатије дело. У поређењу са постојећом дечјом књижевношћу у то време, њен најнеобичнији аспект био је њен реалистичан амбијент у савременом Берлину у којем живе неки прилично груби ликови, а не у санитизованом свету фантазије; такође да се уздржало од очигледног морализирања, пуштајући да дела ликова говоре сама за себе. Емил је било прво име Кастнеровог оца.
Роман Емил и детективи узима се као узорни модел дечје криминалистичке прозе. Кеснтер је у књижевности за децу зачетник и аниматор дечјег детективског романа.

## Радња
Прича започиње у провинцијском немачком граду званом Нојштат, дому 12-годишњег школарца Емила Тишбајна. Отац му је умро, а мајка га сама одгаја док ради као фризер. Школа се завршила и почели су школски празници. Мајка шаље Емила у Берлин у посету код своје сестре која тамо живи са супругом и кћеркицом чији је надимак Пони. Са њима живи и Понина и Емилова бака.
Мајка Емилу даје 140 марака, суму којој је требало неколико месеци да уштеди од њене скромне зараде. Саветује га да на путу буде веома опрезан да новац не изгуби и помоћу игле за шивење ушива га за подставу јакне.
У возу за Берлин Емил дели његов купе са мистериозним човек са полуцилиндаром који се представља као Хер Грундајс. Емил прихвати чоколаду од човека и онда заспи. Када се пробуди, његов новац је нестао, а нестао је и Хер Грундајс. Емил силази са воза у другом делу Берлина од места где је намеравао. Када спази Грундајса у препуној станици, прати га, решен да му врати новац. Емил се не усуђује да позове полицију, јер га је локални полицајац у Неустадту видео како фарба нос локалном споменику у црвено (па осећа да је и сам „врста злочинца“). Док Грундајс једе свој ручак у ресторану, Емил упознаје локалног дечака који се зове Густав и говори му о својој мисији. Густав нуди помоћ и окупља банду локалне деце која себе назива "детективима".
Након што су Грундајса пратили до хотела и шпијунирали га читаву ноћ, Емил и банда прате лопова до банке, где новац покушава да размени за мање новчанице. Један од дечака дечака га прати у банци и каже благајнику банке да је новац украден. Емил улази и покушава да исприча банкару своју причу. Да је новац његов доказује описујући рупе које је оставила игла којом је новчанице закачио за подставу јакне. Грундајс покушава да побегне, али детективи се држе за њега док не дође полицајац, на шта је упозорио Емилова рођака Пони Хитхен. Једном ухапшен, сазнаје се да је Грундајс члан банде пљачкаша банака.
Емил и његови нови пријатељи постају локални хероји, а Емил добија награду од 1000 марака за хватање Грундајса. Одлучује да мајци купи топао зимски капут и фен за косу. Мајка долази у Берлин и сви заједно присуствују прослави приређеној у част срећног завршетка.
Након што се све исправи, Емилова бака каже да је морал приче: "Никад не шаљи готовину - увек користи поштанске услуге".

## Ликови
- Емил Тишбајн – главни лик романа. Има мало више од десет година. С пет година је остао без оца и од тада с мајком живи у месту Неустадт. Немају пуно новца па мајка мора пуно да ради. Емил је осећајан, пажљив, праведан и пун разумевања. Осим што много помаже мајци и марљив је код куће, он је одличан и у школи. Емил је и храбар, учествује у разним догодовштинама са својим друговима. По доласку у Берлин био је очаран градом, али није могао да замисли свој живот тамо. До краја романа, Емил је остао позитиван лик и дете какво би сваки родитељ пожелео.
- Емилова мајка – госпођа Тишбајн, марљива, брижна и пожртвовна особа. Разумним и ненаметљивим понашањем извела је сина на прави пут и постигла да постане добар човек.
- Грундајс – човек са крутим шеширом, Емилов супутник из воза који је стално причао разне бесмислице и шале. Емил није могао да зна је ли он добар или лош, а када је заспао, Грундајс је искористио шансу и опљачкао га. После се испоставило да је пре тога опљачкао и банку па се на крају да закључити да је лопов и да је зао.
- Густав – дечак с трубом, председник берлинске дружине која тражи лопова. Густав је добродушан и прави пустолов. Током детективске потраге обављао је неколико важних задатака. Он је волео живети у великом граду и није могао да замисли какав је живот у малом месту.
- Мали Динстаг – дечак који је током детективске потраге имао задатак дежурати крај телефона јер је био један од ретких који су у то време имали телефон. Он није био одушевљен тим задатком јер је хтео да попут осталих јури градом, али ипак је провео два пуна дана уз телефон.
- Пони Хитхен – Емилова млађа рођака. Где год да се појави доноси добро расположење. Живи у Берлину и има мали бицикл на ком се стално вози. Имала је неколико одличних идеја и била је веома корисна током детективске потраге.[6]
- Професор - Добар је пријатељ, паметан и јако сналажљив. Смислио је цијели план како би уловили лопова. Храбар је и прави Емилов пријатељ.[7]

## Наставак Емила и детектива
Писац је наставио причу књигом Емил и три близанца из 1934. године, Емил и остали ликови имају разне забавне авантуре на обали Балтика, две године након берлинских догађаја у оригиналној књизи. Делимично се заснива на Кастнеровом искуству идиличног одмора на истој локацији током лета 1914, прекинутог избијањем Првог светског рата, и дирљиво описаног у својој аутобиографији Кад сам био мали дечак.
Друга књига није постала толико позната као прва, у великој мери због њеног писања, убрзо праћеног успоном нациста на власт, када је забрањено објављивање Кастнерових књига у Немачкој и када су постојеће књиге биле изложене нацистичким спаљивањима (прва књига о Емилу сматрана је превише популарном и превише безопасном, избегавајући тако забрану).

## Адаптација
Прича је снимана неколико пута. У раној немачкој верзији из 1931. године приказан је по сценарију младог Били Вајлдер-а, са ауторским радовима Emeric Pressburger-а, где је Rolf Wenkhaus глумио Емила. Филм је стекао комерцијални успех и сматра се најбољом филмском адаптацијом. Следиле су верзије снимљене 1935. године (Уједињено Краљевство, римејк филма из 1931), 1954. године (Западна Немачка, поново римејк филма из 1931), 1964. године (Сједињене Америчке Државе, продукција Волт Дизни кампаније ), Emiler Goenda Bahini (Бангладеш, 1980) и 2001. године (Немачка). Такође је постојала британска телевизијска серија из 1952. године која је сажела причу у три 35-минутне епизоде.
"Red Earth Theatre" је направио прву сценску адаптацију Емила и детектива у Великој Британији. У продукцији MAC-а (Бирмингем), њихова продукција је гостовала у Енглеској од септембра до новембра 2013. године. Прилагодиле су је и режирале Wendy Rouse и Amanda Wilde, а дизајнирала Laura McEwen.
У децембру 2013. године адаптација Карла Милера приказана је на главној Оливијеровој сцени у лондонском Националном позоришту, у продукцији коју је режирао Bijan Sheibani, а дизајнирао Bunny Christie .
Емил и детективи су у великој мери помогли покретање поджанра дечије детективске фантастике, приказујући групе деце како се удружују како би решавали мистерије и хватали криминалце, што је на енглеском језику постало популарно кроз списе Енид Блитон.